# Acrocercops albomarginatum
Acrocercops albomarginatum är en fjärilsart som först beskrevs av Walsingham 1897.  Acrocercops albomarginatum ingår i släktet Acrocercops och familjen styltmalar.
Artens utbredningsområde är:
- Kuba.
- Puerto Rico.

Inga underarter finns listade i Catalogue of Life.